# Sven O. Andersson
Sven O. Andersson, Sven Olof Andersson, ursprungligen Persson, född 25 oktober 1923 i Stockholm, död 18 september 1988 i Stockholm, var en socialdemokratisk publicist och författare.
Han var verksam bland annat som chefredaktör för den återuppståndna Stockholms Tidningen fram till dess konkurs 1984. 

## Biografi
Fadern Mauritz Andersson var gift sedan tidigare, men levde sedermera tillsammans med Anderssons mor, stenografen Edith Persson (1900–1984). De ingick äktenskap 1951, då hustrun gått bort. Fadern avled 1952. Båda föräldrarna var aktiva socialdemokrater, och fadern var kassör i ABF. 1923 flyttade familjen till Jultomtestigen 8, Västberga gård, Stockholm. Där föddes hans bror Åke 1925.
1930 började Sven O. Andersson på Sofia folkskola och gick ut 1937. Samma år fick han sitt första arbete, som springpojke på Fritzes bokhandel. 1944 gick han ut från en tvåårig utbildning på Brunnsviks folkhögskola, där han gick med sin blivande första hustru. De gifte sig 1947.
I anslutning med utbildningens slut gjorde han militärtjänst våren 1944–1945 på Svea livgarde, tillsammans med Sten Andersson.
1947–1963 var Sven O. Andersson gift med Alice Sjöberg (f. 1923 - numera Åkerblom), som arbetade som layouttecknerska på Se; de fick tillsammans sönerna Gunnar (född 1948) och Hans (född 1950). 1963–1986 var han gift med Lena Södergren, sekreterare till Victor Vinde på Stockholms Tidningen där han också arbetade; de fick tillsammans sonen Johan (född 1965). 1965 flyttade paret till skånegård i Hököpinge" i samband med hans nya tjänst på Arbetet i Malmö.

## Karriär
Sven O. Andersson var reporter på SSU-tidningen Frihet 1945–1949. Hans första arbete inom dagspressen var på Ny Tid 1949–1955 (tillsammans med Lars Krantz) .
Han arbetade på Aftontidningen 1955–1956, Stockholms Tidningen 1956–1964 och Arbetet 1965–1969.
Han var reklammakare åt bland annat Socialdemokraterna, i deras valkampanjer, på ARE-bolagen (egentligen ARE-film) 1969–1974. Därefter var han chefredaktör för Örebro-Kuriren 1974–1981 och för återgrundade Stockholms Tidningen 1981 (tillsammans med Rolf Alsing och Lars Krantz) fram till dess konkurs 1984. Han var informationschef på KF från 1984.
Han var, förutom sina ordinarie åtaganden, ledamot i Pressens Opinionsnämnd (PON) 1980–1985 (och suppleant från 1977–1980), ordförande i Beredskapsnämnden för psykologiskt försvar 1983–1988 (1985 omorganiserad till Styrelsen för psykologiskt försvar), ordförande i Socialdemokratiska pressföreningen 1985–1988 och styrelseordförande i Svenska Institutet (innan det blev en myndighet) 1987–1988. Han var även sommarvärd på P1 vid ett tillfälle 1979. 1985 delade han ut Litteraturfrämjandets stora romanpris till Jan Myrdal.
Sven O. Andersson invaldes 1984 som ledamot av Kungliga Krigsvetenskapsakademien. Han tilldelades den kungliga medaljen Illis quorum av åttone graden för "förtjänstfulla insatser på skilda områden inom svenskt samhällsliv" två dagar före sin död.

## Arbete

### Filmmanus
Sven O. Andersson skrev manus för en rad reportage och filmer, förutom kortfilmerna "Hon hette Majken", "Den stora matchen", "Så många kamrater":
- "Hambo i Sjugare by" (visades i Tekniskt Magasin 1966-04-26[3] och finns på KF:s filmarkiv[22])
- "Pengar som vatten", av Rune Hassner (1964)[23][3]
- "En vacker dag - en smäll", av Rune Hassner (1967)[24][3]

### Valmaterial
Under Sven O. Anderssons tid på ARE-film utformade han, tillsammans med Paul Söderström, Britta Holmberg och Tor Lindmark, mycket av Socialdemokraternas affischer och valannonser, till exempel handbok inför valet 1968 (omskriven och kritiserad i Aftonbladet 10 augusti, Kvällsposten 29 oktober 1969), LO:s röda bok 1973 (deras "lilla röda"), samt affischerna med Anna Lindh 1985.

### Reportage och intervjuer
Sven O. Andersson har inrikes gjort reportage genom att bland annat gå Vasaloppet, cyklat Sverigeloppet, och jobbat inom ett antal olika yrken (en veckas tid vardera) i reportagesyfte; bland annat som dräng och som djurskötare på Skansen.
| ”                                  | Värnamo-Ystad (ST:s utsände) Vad begär ni egentligen? Att jag ska landskapsskildra de etthundraåttio kilometer jag trampar i hällande regn till Hälsingborg? Eller de tretton medvindsmilen i svängen runt Malmö och Trelleborg? När det enda riktigt viktiga är den underbara gula skylt där det i svarta bokstäver står det vackra lilla ordet "Ystad", 188 cykelmil och 16 dagar från en vintrig start i Haparanda. | „ |
| – Stockholms Tidningen, 1959-05-14 | |   |

En del av hans reportage gjordes vid resa utomlands, bland annat i Etiopien 1961, Kongo-Léopoldville (senare Zaire) 1962 och 1963, Cypern 1964, Kina 1966, Tjeckoslovakien (tillsammans med Björn Larsson) 1968, Algeriet (tillsammans med bl.a. Olof Palme, där de träffade Boumedienne och Yasser Arafat) 1974, Rumänien Indien 1962 och Spanien 1963.
Han intervjuade en rad människor, däribland Tage Erlander 1946 och 1968, Vilhelm Moberg 1954, Anders de Wahl 1985, Göran Assar Oredsson 1960, Alfonso och Eva Sastre 1963, samt Olof Johansson 1985.
Boken Journalisten Sven O Andersson, i urval av svärdottern Gunilla Stahre Andersson, utkom i samband med hans bortgång.

### Böcker
- Vår indiska by. 1962. Libris 843559
- Spanien väntar. 1963. Libris 690515
- (på danska) Spanien venter!. 1963. Libris 805116 (översättning av Ove Abildgaard)
- Bygga upp och lägga ner. 1965. Libris 754439
- Francisco Franco. 1967. Libris 8081028
- Vilda strejker. 1969. Libris 8080377
- Elva åsikter om svensk säkerhetspolitik. 1979. Libris 167127
- (på engelska) The Swedish labour movement. 1981. Libris 318482
- Göteborg: en kärlekshistoria. 1985. Libris 524741
- Journalisten Sven O Andersson. 1989. Libris 7767475

### Antologier och verk där ansenlig textmängd publicerats
- Ubåtarna - och ett försvar i balans, publicerad i  Med alla till buds stående medel. 1987. Libris 7407486 (sida 75-82)
- Den rastlöse reformisten: en uppsats om Olof Palme och världen, publicerad i  Socialdemokratin och svensk utrikespolitik. 1990. Libris 7794386 (sida 91-120)

### Mindre skrifter, informationsblad och broschyrer
- Hur ska vi ha’t. Ekonomisk Information. 1956. Libris 843515
- Liv eller död. Svenska röda korset. 1963. Libris 760524
- Bland nya kamrater. LO. 1965. Libris 1579688, och 1967[46]
- Du i trafiken. Statens högertrafikkommission. 1967. Libris 843486
- I högertrafik. Statens högertrafikkommission. 1967. Libris 843523
- Att informera. Socialdemokraterna. 1971. Libris 808769
- Löntagarnas val. Socialdemokraterna. 1973. Libris 754316

### Medverkande i framställande av manuskript
- Tillsammans kan vi göra ett bra land bättre. Socialdemokraterna. 1976. Libris 7420525
- Partiskolan. Socialdemokraterna. 1977. Libris 409077
- Jämställdhet mellan kvinnor och män. 1980. Libris 7430168

## Stiftelser och fonder
- Sven O Anderssons minnesfond, för studier företrädesvis av utrikes- och säkerhetspolitik[47] (Org. nr. 802411-6942)
- Stiftelsen Sven O. Andersson och Berndt Ahlqvists minne[48]